# Tricentrus concolor
Tricentrus concolor är en insektsart som beskrevs av Ananthasubramanian 1996. Tricentrus concolor ingår i släktet Tricentrus och familjen hornstritar. Inga underarter finns listade i Catalogue of Life.